# Dirección General de Cartera Común de Servicios del Sistema Nacional de Salud y Farmacia
La Dirección General de Cartera Común de Servicios del Sistema Nacional de Salud y Farmacia es el órgano directivo del Ministerio de Sanidad, adscrito a su Secretaría de Estado, al que le corresponde la elaboración y evaluación de la cartera común de servicios del Sistema Nacional de Salud; el desarrollo del Fondo de Cohesión Sanitaria y del Fondo de Garantía Asistencial, así como la elaboración de la normativa en estas materias; la dirección, desarrollo y ejecución de la política farmacéutica del Departamento, así como el ejercicio de las funciones que competen al Estado en materia de financiación pública y de fijación del precio de los medicamentos y productos sanitarios dispensados a través de receta oficial y la determinación de las condiciones especiales de su prescripción y dispensación en el Sistema Nacional de Salud, en particular, el establecimiento de visados previos a la dispensación.
Le corresponde, asimismo, ejercer la potestad sancionadora cuando realice funciones inspectoras y velar por la aplicación de las normas nacionales y europeas en materia de asistencia sanitaria transfronteriza, reproducción humana asistida y células reproductoras.

## Historia
Este órgano directivo se crea por real decreto de 29 de agosto de 2003 con el nombre de Dirección General de Cohesión del Sistema Nacional de Salud y Alta Inspección. Heredera en muchas de sus funciones de la Dirección General de Alta Inspección y Coordinación del Sistema Nacional de Salud, este nuevo órgano asume nuevas competencias relativas a la carta de servicios, nuevas tecnologías, asuntos económicos y fondos de cohesión sanitaria. En 2004 se otorga la presidencia del Instituto Nacional de Gestión Sanitaria al director general, situación que durará durante la legislatura.
La reforma gubernamental de 2008 fusiona este órgano con la Dirección General de Recursos Humanos y Servicios Económico-Presupuestarios, dando lugar a la Dirección General de Ordenación Profesional, Cohesión del Sistema Nacional de Salud y Alta Inspección.
No volverá a adquirir independencia hasta principios de 2012, cuando ambos órganos vuelven a separarse. El órgano es renombrado Dirección General de Cartera Básica de Servicios del Sistema Nacional de Salud y Farmacia, con sus competencias tradicionales salvo las relativas a la alta inspección que pasan a ser ejercidas por la Dirección General de Salud Pública, Calidad e Innovación. Como novedad, absorbe las competencias de la Dirección General de Farmacia y Productos Sanitarios, que se encargaba de la política farmacéutica, así como el ejercicio de las funciones que competen al Estado en materia de financiación pública y fijación del precio de los medicamentos así como de los productos sanitarios dispensados a través de receta oficial. En 2020 fue renombrada como Dirección General de Cartera Común de Servicios del Sistema Nacional de Salud y Farmacia y la Subdirección General de Calidad de Medicamentos y Productos Sanitarios fue renombrada como Subdirección General de Farmacia.

## Estructura y funciones
De la Dirección General dependen los siguientes órganos:
- La Subdirección General de Farmacia, que se encarga de:
  - Coordinar con las comunidades autónomas las medidas y actuaciones relacionadas con la prestación farmacéutica y la ordenación farmacéutica del Sistema Nacional de Salud a través de su Consejo Interterritorial; proponer las exigencias y requisitos que han de ser de general aplicación en las recetas y órdenes hospitalarias; establecer los criterios generales y comunes para el desarrollo de la colaboración de las oficinas de farmacia, por medio de conciertos que garanticen a los ciudadanos la dispensación en condiciones de igualdad efectiva en todo el territorio nacional, independientemente de su comunidad autónoma de residencia y coordinar con las comunidades autónomas la información sobre utilización de medicamentos y productos sanitarios dispensados a través de receta oficial y adoptar medidas para asegurar su uso racional.
  - Gestionar la información relativa a la financiación con fondos públicos y el precio de medicamentos y productos sanitarios dispensados a través de receta oficial, así como mantener actualizadas las bases de datos correspondientes; gestionar la información agregada resultante del procesamiento de recetas del Sistema Nacional de Salud y mantener las bases de datos relativas a sistemas de información en el ámbito de su competencia; gestionar la información agregada resultante de la información relativa al consumo y a las compras de medicamentos y productos sanitarios realizados a través de los correspondientes servicios de farmacia por los hospitales del Sistema Nacional de Salud
  - Controlar la publicidad de medicamentos de uso humano, de acuerdo con los requisitos establecidos en el texto refundido de la Ley de garantías y uso racional de los medicamentos y productos sanitarios, y otras normas de aplicación. Asimismo, le corresponde velar por el cumplimiento de lo dispuesto en el artículo 80 del citado texto refundido en relación con los productos sanitarios y velar porque la información sobre medicamentos que se suministre a los profesionales sanitarios responda a los criterios de calidad adecuados.
  - Coordinar el desarrollo de programas de educación sanitaria orientados a promover el uso racional del medicamento como garantía de calidad y seguridad para los ciudadanos.
  - Participar en la elaboración de la normativa en las materias señaladas en los párrafos anteriores, así como en la gestión de la formación farmacéutica especializada y en la promoción de la atención farmacéutica y la formación continuada. Igualmente le corresponde estudiar, diseñar y evaluar los procedimientos de gestión relativos a las materias señaladas en los párrafos anteriores y promover el establecimiento de líneas de colaboración, acuerdos y plataformas con Administraciones públicas, organismos, fundaciones, industria privada biotecnológica y farmacéutica que permitan la traslación de los avances científicos al Sistema Nacional de Salud.
  - Instruir y resolver los procedimientos derivados de las infracciones relacionadas con las funciones y competencias de esta Dirección General en materia de farmacia y promover la adopción de medidas cautelares y de control correspondientes. Igualmente le corresponde informar sobre los recursos planteados en materia de farmacia.
  - Resolver sobre la financiación o no financiación pública de cada medicamento y de sus indicaciones, y de cada producto sanitario dispensado a través de receta oficial, y determinar, en su caso, la incorporación del cupón precinto, con las características que en general y para cada caso concreto correspondan, así como las condiciones de prescripción y dispensación de los medicamentos en el ámbito del Sistema Nacional de Salud, en particular, el establecimiento de visados previos a la dispensación; asignar el código nacional de los productos sanitarios incluidos en la prestación farmacéutica.
  - Suministrar apoyo técnico y administrativo a la Comisión Interministerial de Precios de los Medicamentos en todo lo relativo a fijación de precios industriales máximos de los medicamentos y productos sanitarios que vayan a ser incluidos en la prestación farmacéutica del Sistema Nacional de Salud, en las revisiones de precios de los medicamentos y de los productos sanitarios dispensados a través de receta oficial que, incluidos en la prestación farmacéutica del Sistema Nacional de Salud, se encuentran ya en el mercado y en la fijación de los precios de los medicamentos genéricos.
  - Formular propuestas a la persona titular del Departamento en relación con las condiciones de financiación, en el ámbito del Sistema Nacional de Salud y con cargo a la financiación pública de medicamentos ya autorizados y productos sanitarios dispensados a través de receta oficial y en relación con la gratuidad o participación en el pago, por parte de los enfermos, de los medicamentos y productos sanitarios que les proporcione el Sistema Nacional de Salud; tramitar administrativamente la oferta al Sistema Nacional de Salud de medicamentos, así como de productos sanitarios dispensados a través de receta oficial
  - Elaborar y aplicar las revisiones generalizadas de precios de los medicamentos ya comercializadas, así como proponer la fijación y revisión de los precios máximos de los productos sanitarios dispensados a través de receta oficial; emitir informes y formular propuestas sobre los precios o márgenes correspondientes a la distribución y dispensación de medicamentos y productos sanitarios, así como la realización de informes periódicos sobre evolución del gasto público farmacéutico.
  - Elaborar los informes para la Comisión Delegada del Gobierno para Asuntos Económicos sobre las actuaciones en materia de precios de los medicamentos y productos sanitarios dispensados a través de receta oficial, y para el Consejo Interterritorial del Sistema Nacional de Salud de los precios de los medicamentos y productos sanitarios incluidos en la prestación farmacéutica del Sistema Nacional de Salud.
  - Formular propuestas en relación con las exclusiones totales o parciales de los medicamentos de la prestación farmacéutica del Sistema Nacional de Salud.
  - Gestionar el ingreso de las aportaciones por volumen de ventas al Sistema Nacional de Salud.
  - Coordinar con los organismos correspondientes que la evaluación de tecnologías sanitarias se incorpore en el procedimiento de la valoración, financiación o incorporación en cartera de éstas, así como la modificación de sus condiciones.
  - Coordinar la elaboración de protocolos farmacoclínicos del uso de medicamentos en el Sistema Nacional de Salud que han de servir de base para determinar el valor terapéutico en la práctica clínica real de los medicamentos, así como determinar los métodos específicos de seguimiento de los resultados en salud de los medicamentos.
  - Disponer de la información existente en los sistemas de información nacionales para la utilización y el seguimiento de los resultados en salud de los medicamentos y elaborar informes de análisis de los resultados obtenidos.
- La Subdirección General de Cartera de Servicios del Sistema Nacional de Salud y Fondos de Compensación, que se encarga de:
  - Unificar y garantizar el aseguramiento sanitario.
  - Elaborar y actualizar la cartera común de servicios del Sistema Nacional de Salud, definir la política de ordenación de prestaciones, coordinar las actividades relacionadas, así como definir las garantías de las prestaciones sanitarias. Asimismo, realizar el seguimiento del cumplimiento de la cartera común de servicios del Sistema Nacional de Salud, en coordinación con las comunidades autónomas.
  - Coordinar la Red Española de Agencias de Evaluación de Tecnologías Sanitarias y Prestaciones del Sistema Nacional de Salud dirigida a fundamentar la toma de decisiones en los diferentes niveles del Sistema Nacional de Salud.
  - Identificar tecnologías emergentes y organizar los procedimientos evaluativos de las prestaciones sanitarias, tales como informes de evaluación, estudios de monitorización y usos tutelados.
  - Elaborar estudios prospectivos sobre las necesidades sanitarias de los ciudadanos y realizar informes, estudios y análisis sobre perspectivas y necesidades de recursos en el ámbito del Sistema Nacional de Salud.
  - Analizar y evaluar los sistemas de financiación del Sistema Nacional de Salud y sus necesidades económicas; analizar la repercusión económica de la ordenación de prestaciones sanitarias, así como elaborar estudios e informes sobre el impacto del gasto en situación de salud y elaborar las estadísticas de gasto sanitario.
  - Establecer los criterios y procedimientos para la designación de centros, servicios y Unidades de referencia del Sistema Nacional de Salud y coordinar la integración de los mismos con las redes europeas de referencia.
  - Promover políticas de eficiencia en la gestión del Sistema Nacional de Salud y el desarrollo y la gestión del Fondo de Cohesión Sanitaria y del Fondo de Garantía Asistencial.
  - Gestionar la oferta de los productos dietéticos y ortoprotésicos susceptibles de financiación por el Sistema Nacional de Salud, así como las revisiones de sus importes máximos de financiación.
  - Coordinar y gestionar procedimientos en aplicación de la normativa europea en materia de asistencia sanitaria transfronteriza.
  - Apoyar el desarrollo de Redes Europeas de Referencia entre los prestadores de asistencia sanitaria en el marco de la cooperación entre los Estados.
  - Coordinar y gestionar actuaciones en aplicación de las normas nacionales y europeas en materia de reproducción humana asistida y células reproductoras.
  - Prestar apoyo técnico a la Secretaría de la Comisión Nacional de Reproducción Humana Asistida.

En la gestión y mantenimiento de bases de datos y de la información resultante de las mismas en materia de farmacia, la Dirección General de Cartera Común de Servicios del Sistema Nacional de Salud y Farmacia actuará en colaboración con la Agencia Española de Medicamentos y Productos Sanitarios.

### Organismos adscritos
- La Comisión Nacional de Reproducción Humana Asistida.

## Titulares
- Ana María Sánchez Fernández (30 de agosto de 2003-20 de abril de 2004)
- Alfonso Jiménez Palacios (1 de mayo de 2004-29 de abril de 2004)
- Alberto Infante Campos (29 de abril de 2004-12 de julio de 2008)

- María del Sagrario Perez Castellanos (24 de enero de 2012-30 de junio de 2012)
- Agustín Rivero Cuadrado (30 de junio de 2012-6 de mayo de 2017)
- Josefa Encarnación Cruz Martos (6 de mayo de 2017-9 de junio de 2018)
- Patricia Lacruz Gimeno (9 de junio de 2018-31 de agosto de 2022)
- César Hernández García (31 de agosto de 2022-presente)[6]